# Bătălia de la Vuhledar
Bătălia de la Vuhledar este un angajament militar în curs, parte a bătăliei de la Donbas în timpul invaziei Rusiei în Ucraina, în jurul orașului Vuhledar din vestul Oblastului Donețk, lângă granița de facto dintre Ucraina și separatiștii proruși ce ocupă Republica Populară Donețk.